# Román González
Román González est un boxeur nicaraguayen né le 17 juin 1987 à Managua.
Il est le second boxeur de l'histoire à remporter 4 championnats du monde dans les 4 catégories les plus légères après Leo Gámez en 2001, ainsi que le premier nicaraguayen champion du monde dans 4 catégories différentes.

## Carrière
Il devient champion du monde des poids pailles WBA le 15 septembre 2008 en battant à Yokohama le japonais Yutaka Niida par arrêt de l'arbitre au 4e round puis conserve sa ceinture aux points face à Francisco Rosas le 28 février 2009 et à Katsunari Takayama le 14 juillet 2009 et par arrêt de l'arbitre au 4e round contre Ivan Meneses le 30 janvier 2010.
Après ces 3 défenses victorieuses, González laisse sa ceinture vacante et poursuit en 2010 sa carrière dans la catégorie mi-mouches. Le 24 octobre, il s'empare du titre par intérim WBA aux dépens du même Francisco Rosas puis du titre à part entière laissé vacant le 19 mars 2011 aux dépens de Manuel Vargas. Le 16 juillet 2011, il bat par arrêt de l'arbitre à la 7e reprise le boxeur mexicain Omar Salado ; le 1er octobre Omar Soto par KO à la 2e reprise ; le 17 mars 2012 Manuel Jimenez par KO au 1er round ; le 28 avril Ramon Garcia Hirales par arrêt de l'arbitre au 4e round et le 17 novembre 2012 Juan Francisco Estrada aux points. 
Après ce combat, González choisit de monter dans la catégorie des poids mouches. Il affronte cinq adversaires qu'il bat tous par KO et le 5 septembre 2014, il affronte le champion WBC de la catégorie, le japonais Akira Yaegashi. Le nicaraguayen domine son adversaire et l'envoie au tapis au troisième round. Yaegashi tient quand même jusqu'au 9e, moment ou l'arbitre arrête sagement le combat. Román González est ainsi titré dans une troisième catégorie de poids.
Le 22 novembre 2014, il bat par arrêt de l'arbitre à la 6e reprise Rocky Fuentes puis l'ancien détenteur de son titre WBC le mexicain Edgar Sosa au second round le 16 mai 2015. Le 17 octobre 2015, Gonzalez affronte l'ancien multiple champion du monde hawaïen Brian Viloria qu'il bat par arrêt de l'arbitre au 9e round. Il poursuit sa série de victoires le 23 avril 2016 en dominant aux points McWilliams Arroyo. Le 10 septembre de cette même année, il défie Carlos Cuadras, le champion WBC des super-mouches dans un combat principal retransmis sur HBO. Il parvient à le battre par décision unanime à la suite d'un combat difficile. Du fait de cette victoire, il laisse sa ceinture des poids mouches vacante le 30 septembre 2016.
Gonzalez enregistre sa première défaite en carrière le 18 mars 2017 en s'inclinant aux points face au Thaïlandais Srisaket Sor Rungvisai au Madison Square Garden. Il est également battu lors du combat revanche par KO au 4e round le 9 septembre 2017 mais parvient à relancer sa carrière en remportant la ceinture WBA des poids super-mouches aux dépens du Britannique Khalid Yafai par arrêt de l’arbitre au 9e round le 29 février 2020, titre qu'il conserve aux points le 23 octobre suivant aux dépens d'Israel Gonzalez, avant d'être à son tour battu par Juan Francisco Estrada, champion WBC de la catégorie, le 13 mars 2021 puis le 3 décembre 2022.